# Distrito electoral de Denton (condado de Lancaster, Nebraska)
Denton (en inglés: Denton Precinct) es un distrito electoral ubicado en el condado de Lancaster en el estado estadounidense de Nebraska. En el Censo de 2010 tenía una población de 1335 habitantes y una densidad poblacional de 14,32 personas por km².

## Geografía
Denton se encuentra ubicado en las coordenadas 40°44′23″N 96°51′6″O / 40.73972, -96.85167. Según la Oficina del Censo de los Estados Unidos, Denton tiene una superficie total de 93.2 km², de la cual 92.46 km² corresponden a tierra firme y (0.79%) 0.74 km² es agua.

## Demografía
Según el censo de 2010, había 1335 personas residiendo en Denton. La densidad de población era de 14,32 hab./km². De los 1335 habitantes, Denton estaba compuesto por el 96.4% blancos, el 1.05% eran afroamericanos, el 0% eran amerindios, el 0.82% eran asiáticos, el 0.07% eran isleños del Pacífico, el 0.97% eran de otras razas y el 0.67% pertenecían a dos o más razas. Del total de la población el 1.87% eran hispanos o latinos de cualquier raza.